# Данни Энрикеш
Данни Агостиньо Энрикеш (нидерл. Danny Agostinho Henriques; род. 29 июля 1997, Роттердам, Южная Голландия) — нидерландский футболист, защитник.
Энрикеш родился в Роттердаме в семье выходцев из Португалии.

## Клубная карьера
Энрикеш — воспитанник клубов «Эксельсиор» и «Камбюр». В 2017 году Данни подписал первый профессиональный контракт с клубом третьего дивизиона Португалии, «Вилафранкенсе». 17 декабря в матче против «Прайенсе» он дебютировал за основной состав. Летом 2018 года Энрикеш перешёл в «Белененсеш САД», подписав контракт на 3 года. 8 февраля 2020 года в матче против «Санта-Клара» он дебютировал в Сангриш лиге. 16 февраля в поединке против «Боавишты» Данни забил свой первый гол за «Белененсеш САД».